# Куп пет нација 1951.
Куп пет нација 1951. (службени назив: 1951 Five Nations Championship) је било 57. издање овог најелитнијег репрезентативног рагби такмичења Старог континента. а 22. издање Купа пет нација.
Победник турнира била је Ирска.

## Такмичење
Француска - Шкотска 14-12
Велс - Енглеска 23-5
Ирска - Француска 9-8
Шкотска - Велс 19-0
Ирска - Енглеска 3-0
Енглеска - Француска 3-11
Шкотска - Ирска 5-6
Велс - Ирска 3-3
Енглеска - Шкотска 5-3
Француска - Велс 8-3

## Табела
|   | Селекција                      | ИГ | Д | Н | И | ПД | ПП | ПР  | Б |  |
| - | ------------------------------ | -- | - | - | - | -- | -- | --- | - |  |
| 1 | Рагби репрезентација Ирске     | 4  | 3 | 1 | 0 | 21 | 16 | +5  | 7 |  |
| 2 | Рагби репрезентација Француске | 4  | 3 | 0 | 1 | 41 | 27 | +14 | 6 |  |
| 3 | Рагби репрезентација Велса     | 4  | 1 | 1 | 2 | 29 | 35 | -6  | 3 |  |
| 4 | Рагби репрезентација Шкотске   | 4  | 1 | 0 | 3 | 39 | 25 | +14 | 2 |  |
| 4 | Рагби репрезентација Енглеске  | 4  | 1 | 0 | 3 | 13 | 40 | -27 | 2 |  |